# Helena Blagne
Helena Blagne, slovenska pevka zabavne in operne glasbe, * 8. maj 1963.

## Življenje in kariera
Helena Blagne je prvič javno nastopila pri dvanajstih letih na amaterskem tekmovanju Prvi glas Gorenjske na Jesenicah. K odločitvi, da postane profesionalna pevka, je doprinesel uspeh njene skladbe Santa Lucia, ki jo je na tem tekmovanju zapela. Na pevsko pot se je profesionalno podala leta 1986, ko je na makedonskem Makfestu s pesmijo Ko te ni dobila prvo nagrado občinstva in prvo nagrado strokovne žirije. Leto kasneje je na Splitskem festivalu z Morje, ljubezen moja dobila prvo nagrado občinstva. Postala je redna gostja in zmagovalka največjih festivalov na prostoru bivše države Jugoslavije. 
Leta 1984 je s pesmijo Ne hodi mi preblizu nastopila na Pop delavnici. Med letoma 1987 in 1988 je pritegnila tudi širšo mednarodno pozornost, ko je nastopila na mediteranskem festivalu v Turčiji in na turnejah po Kanadi, ZDA in Avstraliji. Leta 1989 je zmagala na slovenskem festivalu Melodije morja in sonca s pesmijo Vrniva se na najino obalo, ki jo je zapela v duetu z opernim pevcem Nacetom Junkarjem. Zmago na Melodijah morja in sonca je dosegla znova čez tri leta s pesmijo Moj mornarček. Po osamosvojitvi Slovenije se je Helena obrnila k evropskemu občinstvu. Leta 1993 je s pesmijo Vzemi me nocoj nastopila na EMI in se uvrstila na 5. mesto. Na MMS 1993 pa je pristala na 2. mestu s pesmijo Bodi srečen, bambino. Album Nedotaknjena se je leta 1995 zelo dobro prodajal, saj je bilo prodanih 30.000 plošč. Za to je bila plošča dvakrat platinasta. Leta 1999 je na festivalu Eurofest s pesmijo Io sono sola osvojila prvo nagrado občinstva, prvo nagrado strokovne žirije, nagrado za najboljšo izvedbo in najprestižnejšo nagrado grand prix. 
Zaradi priznanj na mednarodnih festivalih in uspešne glasbene poti so jo v Atenah izbrali za podpredsednico mednarodne žirije v MCNM (Mediterranean Collaboration of New Musicions) in v IIWMC (International Institute of Woman Musical Creativity), kateremu predseduje Stathis Ourkologlou. 
Leta 2003 je z opernimi pesmimi nastopila na Viktorjih.
Po rojstvu sina Kristjana je naredila premor v glasbeni karieri; na odre se je vrnila leta 2002. Po 12-letnem intenzivnem študiju opernega petja pri priznani slovenski operni pevki in pedagoginji Ksenji Vidali Žebre (1913–2004) je začela ustvarjati album svetovnih opernih arij. Jeseni 2006 je svoje umetniško delovanje razširila še na gledališče, saj ji je eden najuspešnejših slovenskih režiserjev, Vito Taufer, zaupal vlogo Agave v spektakelski uprizoritvi Evripidove drame Bakhantke. 
Od leta 2006 jo zastopa agencija Proartes.
Leta 2007 je skupaj z Mariem Galuničem vodila finalni izbor Eme 07.
Leta 2008 je pripravila turnejo ob svoji 20-letni pevski karieri. Izdala je album Reci mi.
Marca 2011 je s koncertom z Dunajskimi dečki kot prva slovenska glasbenica napolnila Areno Stožice. Ob tej priložnosti je izdala tudi nov album, na katerem je 10 starih pesmi v novi preobleki.
8. marca 2014 je v Cankarjevem domu priredila unplugged koncert, kjer je prepevala uspešnice v akustični preobleki. Kmalu zatem je izdala novo uspešnico v akustični obliki z naslovom Zame ni drame. V decembru je izdala kar 2 skladbi; V stari konobi s Kvatropirci in Za božič pridemo skupaj.
Oktobra 2017 je izdala pesem Ti boš vedno prvi, za katero je posnela tudi videospot. Pesem se je uvrstila med najbolj predvajane skladbe v Sloveniji, na lestvici najbolj predvajanih domačih skladb je dosegla celo drugo mesto. V mesecu dni si je njen videospot na kanalu Youtube ogledalo več kot 300.000 ljudi.
Maja 2025 je z razprodanim koncertom s Simfoničnim orkestrom RTV Slovenija  v Križankah obeležila 40 let svoje kariere.
Po prodaji nosilcev zvoka je Helena Blagne najbolj uspešna slovenska pevka vseh časov, saj je doma in po svetu prodala več kot dva milijona plošč.

## Zasebno življenje
11. maja 1996 se je poročila z Mitjo Zamanom.
Zakoncema se je dve leti po poroki rodil sin Kristijan.
Junija 2013 je Helena sporočila, da se ločuje.

## Nastopi na glasbenih festivalih

### Prvi glas Gorenjske
- 1976: Santa Lucia – 2. nagrada strokovne žirije[10]

### Pop delavnica
- 1984: Ne hodi mi preblizu (Berti Rodošek / Tatjana Rodošek / Berti Rodošek)

### Vesela jesen
- 1985: Častitljiva domfarca (Nande Razboršek / Marjan Jahn / Veter), skupaj z ansamblom Veter
- 1987: Brigita (Konrad Doler / Konrad Doler / Mario Rijavec), skupaj z Nacetom Junkarjem

### Zagrebfest
- 1985: Ruke tvoje kažu sve
- 1988: Samo ljubav

### Melodije morja in sonca
- 1985: Vzemi me (Goran Šarac / Helena Blagne)
- 1989: Vrniva se na najino obalo (Oto Pestner / Oto Pestner / Oto Pestner), skupaj z Nacetom Junkarjem – 1. nagrada občinstva
- 1990: Adijo, piši mi (Vojko Sfiligoj/Helena Blagne/Vojko Sfiligoj), skupaj z Donom Juanom – 2. nagrada občinstva
- 1991: Moj mornarček (Vojko Sfiligoj / Helena Blagne / Vojko Sfiligoj), skupaj z Donom Juanom – 1. nagrada občinstva
- 1993: Bodi srečen, bambino (Edvin Fliser / Branko Jovanović Vunjak / Mojmir Sepe) – 2. nagrada občinstva

### Mediteranski festival Instanbul
- 1986: Morje

### Makfest
- 1986: Koga te nema – 1. nagrada občinstva, 1. nagrada strokovne žirije
- 1987: Uništi me
- 1988: Komu da veruvam
- 1990: Dali znaeš – nagrada za najboljše besedilo, 8. mesto

### Splitski festival
- 1986: Pamtit će te srce
- 1987: More ljubavi moja – 1. nagrada občinstva, Uspomene – 14. mesto
- 1988: Jedna suza za nas dvoje, Ustanak i more – 1. nagrada
- 1989: Ivo, najdraži

### TV Fest
- 1987: Te sonuvam – 2. nagrada občinstva

### Vaš šlagar
- 1988: Koja je boja u modi

### Cavtat fest
- 1989: Voljela sam

### Jugovizija
- 1990: Ti in jaz, jaz in ti, skupaj z Abrakadabro – 10. mesto
- 1991: Navaden majski dan – 7. mesto

### EMA
- 1993: Vzemi me nocoj (Vojko Sfiligoj / Igor Pirkovič / Mojmir Sepe) – 5. mesto

### Eurofest
- 1999: Srce vekje ne davam, Io sono sola – 1. nagrada občinstva, 1. nagrada strokovne žirije, nagrada za najboljšo izvedbo, najprestižnejša nagrada grand prix

### Sunčane skale
- 2003: Ne, ne, ne

### Ohrid Fest
- 2016: Нека е со помин (Neka e so pomin) – 1. nagrada občinstva, 1. nagrada strokovne komisije za najboljšo interpretacijo

## Uspešnice
- Ne hodi mi preblizu (Berti Rodošek / Tatjana Rodošek / Berti Rodošek) (1984)
- Vzemi me (Goran Šarac/Helena Blagne) (1985)
- Moja Gorenjska (Goran Šarac/Helena Blagne) (1986)
- Koga te nema (Kire Kostov/Pujovski Vasil) (1986) Makfest 1986
- More ljubavi moja ( Frane Šiško/Frane Šiško/Ivo Lesić) (1987)
- Uspomene (Frane Šiško-Ivo Lesić/Frane Šiško) 1987
- Morje ( Mojimir Sepe/ Elza Budau/ Mojimir Sepe) (1987)
- Jedna suza za nas dvoje (Kemal Monteno/Nenad Ničević/Kemal Monteno) (1988)
- Vrniva se na najino obalo (Oto Pestner/Oto Pestner/Oto Pestner) (1989)
- Čuvaj to ljubezen duet Nace Junkar ( 1989)
- Vsaj ne nocoj (O. Pestner/R. Medved/O. Pestner) (Helena Blagne in Nace Junkar)
- Ivo najdraži (Ivo Lesić/Helena Papić/Ivo Lesić) (1989)
- Adijo, piši mi (Vojko Sfiligoj/Helena Blagne/Vojko Sfiligoj) (1990)
- Ko ugasnejo luči (Vojko Sfiligoj/Helena Blagne/Vojko Sfiligoj) (1990)
- Moj dom ( Vojko Sfiligoj- Helena Blagne-Vojko Sfiligoj ) (1990)
- Ne vidijo drugi ljudje (Branko Jovanović Vunjak/Helena Blagne/Vojko Sfiligoj) (1990)
- Ti in jaz, jaz in ti  (Tadej Hrušovar/Dušan Velkaverh/Tadej Hrušovar)  (1990)
- Navaden majski dan (Tadej Hrušovar/Dušan Velkaverh/Tadej Hrušovar)  (1991)
- Mamim sin (Vojko Sfiligoj/Helena Blagne/Vojko Sfiligoj) (1991)
- Moj mornarček ( Vojko Sfiligoj/Helena Blagne/Vojko Sfiligoj) (1991)
- Nocoj bom prvič rekla da (Vojko Sfiligoj/Janez Hvale/Vojko Sfiligoj) (1991)
- Samba (Vojko Sfiligoj/Helena Blagne/Vojko Sfiligoj) (1992)
- Poleti lastovka (Vojko Sfiligoj/Ivan Sivec/Vojko Sfiligoj) (1992)
- Ciganka glej Helena in Avseniki ( Slavko Avsenik/Vilko Avsenik/Ivan Sivec) (1992)
- Vzemi me nocoj (Vojko Sfiligoj/Igor Pirkovič/Mojimir Sepe)  (1993)
- Zame edini si na svetu (K. Monteno/I. Sivec/S. Kalogjera, V. Sfiligoj) (1993)
- Bodi srečen Bambino (Edvin Fliser / Branko Jovanović Vunjak / Mojmir Sepe) (1993)
- Prijatelja za vedno duet Nace Junkar ( 1993)
- Naj nihče me ne zbudi (Matjaž Vlašič/B.Vunjak/Matjaž.Vlašič) (1994)
- Macho (Matjaž Vlašič/Janez Hvale/Matjaž Vlašič) (1994)
- Daj, zaigraj (Matjaž Vlašič/Janez Hvale/Matjaž Vlašič) (1994)
- Prave ljubezni (Matjaž Vlašič/Janez Hvale/Matjaž Vlašič) (1994)
- V soju odrskih luči (Matjaž Vlašič/Janez Hvale/Matjaž Vlašič) (1994)
- Otroci pireja (Hadjidakis/N. N.) (1994)
- Nedotaknjena/Moški mojih sanj (Matjaž Vlašič/Janez Hvale/Matjaž Vlašič) (1994)
- Ranjena (Matjaž Vlašič/Janez Hvale/Matjaž Vlašič) (1995)
- Angel moj (Matjaž Vlašič/Janez Hvale/Matjaž Vlašič) (1996)
- Ker ga ljubim/Ker ljubim ga (Matjaž Vlašič/Miša Čermak/Boštjan Grabnar, Matjaž Vlašič) (1996)
- Zaljubljena (Matjaž Vlašič/Miša Čermak/Boštjan Grabnar, Matjaž Vlašič) (1996)
- Najina Ljubezen (Matjaž Vlašič/UršaVlašič) ( 1996)
- Briga me denar (Matjaž Vlašič/Janez Hvale) ( 1996)
- Zate še hudiču se prodala bi ( MatjažVlašič/Janez Hvale) ( 1996)
- La Traviata - Brindisi duet Nace Junkar ( 1997)
- Dež Helena Blagne& Demolition Group ( 1997)
- Španski harlem (Jerry Leiber · Phil Spector · Elza Budau/ Boštjan Grabnar) (1998)
- Pogrešam te ( T.Papić/ Ivan Sivec/Jan Plestenjak) (1998)
- Osamljena  ( T.Huljić/B.Jovanović/B.Grabnar) ( 1999)
- Ciganka iz vasi (Matjaž Vlašič/Urša Vlašič/Boštjan Grabnar, Matjaž Vlašič) (1999)
- Grenko vino (Jani Golob/Franc Lainšček/Jani Golob) (1999)
- Naj ti sodijo (Matjaž Vlašič/Helena Blagne/Boštjan Grabnar, Matjaž Vlašič) (1999)
- Skupaj v tem poletju duet Miran Rudan ( 1999)
- Ti si sreča moja ( Werner Brozović/Andreja Likar) ( 1999)
- Srebrna reka  duet z bratom (2000)
- Nessun Dorma ( 2000)
- Vse moje pomladi duet Oto Pestner (D. Jusič/Žiga Sabol/Tomaž Hering) (2001)
- Ti nisi vreden mojih solz (Davor Borno/Davor Borno) (2002)
- Zavedno ženska (Ivo Mojzer/R. Jung /Janez Hvale)  ( 2002)
- Va Pensiero (Giuseppe Verdi/Temistocle Solera/ Boštjan Grabnar) ( 2002)
- Nihče ne ljubi kot Slovenec (Bojan Šeruga/Denis Horvat) ( 2003)
- Za stare čase ( Đorđe Novković/Pavličić/Denis Horvat) ( 2003)
- Sinek moj zlati ( Bojan Šeruga /Helena Blagne) ( 2003)
- Macho, zgrabi za krtačo/Mačo, zgrabi za krtačo (Matjaž Vlašič/Janez Hvale/Boštjan Grabnar, Matjaž Vlašič) (2004)
- Trije ljubčki (Matjaž Vlašič/Urša Vlašič/Boštjan Grabnar, Matjaž Vlašič) (2004)
- Zrele ženske (Matjaž Vlašič/Janez Hvale/Boštjan Grabnar, Matjaž Vlašič) (2004)
- Jočem jaz, jočeš ti,(Matjaž Vlašič Urša Vlašič, Matjaž Vlašič) (2004)
- Čakala bom (Slavko Avsenik/Vilko Avsenik/Feri Souvan) ( 2004)
- Sodni dan (Matjaž Vlašič/Urša Vlašič )   (2004)
- Pogrešam te (Matjaž Vlašič/Urša Vlašič) ( 2004)
- Venček uspešnic Srebrna Reka,Slovenec,Ti nisi vreden mojih solz, Španski harlem,Osamljena)  ( 2004)
- Pijem isto vino (Jan Plestenjak/Jan Plestenjak/Jan Plestenjak) (2007)
- Reci mi (Matjaž Vlašič/Urša Vlašič/Matjaž Vlašič) (2007)
- Te quiero mi amor (Matjaž Vlašič/Urša Vlašič/Boštjan Grabnar) (2007)
- Molitev duet Ivo Gamulin ( 2008)
- Amigos para siempre duet Ivo Gamulin ( 2010)
- Caruso ( 2011)
- V stari konobi (Matjaž Vlašič/Janez Usenik, Urša Vlašič) (2014)
- Za božič pridemo skupaj (Damjan Pančur, Nino Ošlak/Igor Pirkovič) (2014)
- Zame ni drame (Jan Plestenjak/Jan Plestenjak) (2014)
- Tatoo ( 2016)
- Neka e so pomin - Ohrid Fest 2016 (Ljupčo Mirkovski/Ognen Nedelkovski) ( 2016)
- Ti boš vedno prvi (Krešimir Tomec, Raay/Drago Mislej) (2017)
- Kar bo, pa bo (Aleš Vovk, Krešimir Tomec/Rok Lunaček, Saša Lendero) (2018)
- Led in sol (Krešimir Tomec, Raay/Rok Lunaček, Veronika Vera Šolinc) (2019)
- Pika na i (Aleš Klinar, Krešimir Tomec/Rok Lunaček) (2023)
- Ikona duet Raiven (Raiven/Kaja Stankovič, Klavdija Kopina/Raiven, Peter Khoo, Leon Firšt) ( 2023)
- ČAS duet Rudolf Gas ( T.Jovanović/T.Jovanović/R.Gas) ( 2024)

## Diskografija
| Leto | Album                                                | Skladbe |
| ---- | ---------------------------------------------------- | --- |
| 1990 | Adijo, piši mi                                       | - Adijo, piši mi (V. Sfiligoj/H. Blagne/V. Sfiligoj) - Objemi me kot nekoč (J. Hvale) - Dama (V. Sfiligoj) - Molči srce (V. Sfiligoj/H. Blagne/V. Sfiligoj) - Ena solza, ena želja (P. Lukić/H. Blagne/S. Kalogjera) - Moj dom (V. Sfiligoj/H. Blagne/V. Sfiligoj) - Ne vidijo drugi ljudje (B. J. Vunjak/H. Blagne/V. Sfiligoj) - Ko ugasnejo luči (V. Sfiligoj/H. Blagne/V. Sfiligoj) - Ti in jaz, jaz in ti (T. Hrušovar/D. Velkaverh/T. Kozlevčar) - Hrepenenje (J. Hvale) |
| 1995 | Nedotaknjena (RTV Slovenija, Založba kaset in plošč) | - Naj nihče me ne zbudi/Zasnubi me (M. Vlašič/B. Jovanovič) - Macho (M. Vlašič/J. Hvale) - Ranjena (M. Vlašič/J. Hvale) - Otroci pireja (Hadjidakis/N. N.) - Pesem vseh ljudi (D. Hamond, D. David/I. Pirkovič) - Nedotaknjena/Moški mojih sanj (M. Vlašič/J. Hvale) - Amore (M. Vlašič/J. Hvale) - V soju odrskih luči (M. Vlašič/J. Hvale) - Daj, zaigraj (M. Vlašič/J. Hvale) - Prave ljubezni (M. Vlašič/J. Hvale) - Barcarola (J. Offenbach/Nicklausse) |
| 1996 | Helena                                               | - Brez tebe mene ni/Zaljubljena (M. Vlašič/M. Čermak) - Angel moj (M. Vlašič/J. Hvale) - Briga me denar (M. Vlašič/J. Hvale) - In spet in spet ... (J. Brahms/J. Hvale) - Zate še hudiču se prodala bi (M. Vlašič/J. Hvale) - Najina pesem (M. Vlašič/U. Vlašič) - Helena Mix II. (M. Vlašič/J. Hvale) - Ker ljubim ga (M. Vlašič/M. Čermak) - Barcarola (J. Offenbach/Nicklausse) |
| 1999 | Duša in srce (Dallas Records)                        | - Osamljena - Ti si sreča moja - Poj mi serenade - Ne, ne, ne - Ko te vidim - Skupaj v tem poletju - Ciganka iz vasi - Tebi sem usojena - V soboto - Naj ti sodijo - Samo ti - Morje |
| 2001 | Nihče ne ljubi kot Slovenec                          | - Nihče ne ljubi kot Slovenec - Zbogom, zbogom - Za stare čase - Bela nevesta (duet z M. Zgoncem) - Če ljubosumja ni (duet z Z. Dobričem) - Sinek moj zlati - Če k vojakom bi odšla - Kamen - Ko te nimam (duet z D. Bornom) - Ti si sreča moja - Naj nihče me ne zbudi - Traviata (duet z N. Junkarjem) |
| 2002 | Za vedno ženska                                      | - Ti si moja sreča - Ti nisi vreden mojih solz - Daj, zaigraj za naju dva - Simpatija - Costa myconos - Ciganka, glej - V beli božični noči - Za vedno ženska - Slovenija - Kira yorgera (grška verzija) - Costa myconos (nemška verzija) - Va, pensiero (iz opere Nabucco) - Ti nisi vreden mojih solz (instrumentalna verzija) |
| 2003 | Moje najlepše                                        | - Adijo, piši mi (V. Sfiligoj/H. Blagne/V. Sfiligoj) - Dama (V. Sfiligoj) - Moj dom (V. Sfiligoj/H. Blagne/V. Sfiligoj) - Ne vidijo drugi ljudje (B. J. Vunjak/H. Blagne/V. Sfiligoj) - Vrniva se na najino obalo (O. Pestner) - Prave ljubezni (M. Vlašič/J. Hvale/M. Vlašič) - Nocoj (J. Hvale) - S tabo bom vedno ostala (V. Sfiligoj/V. Sfiligoj/V. Sfiligoj, V. Ovsenik) - Moj mornarček (V. Sfiligoj/H. Blagne/V. Sfiligoj) - Santa Lucija (trad./J. Hvale/V. Sfiligoj) - Ti in jaz, jaz in ti (T. Hrušovar/H. Blagne/T. Kozlevčar) - Hrepenenje (J. Hvale) - Najina pesem (M. Vlašič/U. Vlašič/M. Vlašič, B. Grabnar) - Ker ljubim ga (M. Vlašič/M. Čermak/M. Vlašič, B. Grabnar) - Prijatelja za vedno (A. Lloyd Webber/T. Black, G. M. Estefano/N. Junkar/T. Borsan) (Helena Blagne in Nace Junkar) - Zame edini si na svetu (K. Monteno/I. Sivec/S. Kalogjera, V. Sfiligoj) - Vsaj ne nocoj (O. Pestner/R. Medved/O. Pestner) (Helena Blagne in Nace Junkar) - Bodi srečen, bambino (E. Fliser/B. J. Vunjak/M. Sepe) |
| 2004 | Hel1                                                 | - Jočem jaz, jočeš ti - Trije ljubčki - Sodni dan - Zrele ženske - Pogrešam te - Macho, zgrabi za krtačo (frizer) - Oče moj - Čakala bom - Venček uspešnic (Srebrna reka, Nihče ne ljubi kot Slovenec, Ti nisi vreden mojih solz, Španski harlem, Osamljena) - Il passione (Core 'ngrato, Nessun dorma, Una furtiva lagrima, 'O sole mio) |
| 2005 | Helenin dnevnik                                      | - Srebrna reka - Za vedno ženska - Macho Rmx - Nihče ne ljubi kot Slovenec - V beli božični noči - Ti si sreča moja - Naj nihče me ne zbudi - Ti nisi vreden mojih solz - Zbogom, zbogom - Ko te nimam - Sinek moj zlati - Osamljena - Naj ti sodijo - Španski harlem - Ne dam ti srca |
| 2008 | Reci mi                                              | - Reci mi - Pijem isto vino - Te quiero, mi amor - Javi mi - Ljubijo se vsi - Molitev (feat. Ivo Gamulin) - Kakor lani - Naj te ona ljubi - Hostija - Grenko vino - Agavina pesem |

- 10 izbranih (2011)

Navaden majski dan, Ena želja, Ko ugasnejo luči, Morje, Pesem vseh ljudi, Dež, Pogrešam te, Naj nihče me ne zbudi, Amigos para siempre, Caruso, Morje - More (bonus track), Pogrešam te - Nedostaješ mi
- Reci mi (2008)

Reci mi, Pijem isto vino, Te quero mi amor, Javi mi, Ljubijo se vsi, Molitev, Kakor lani, Naj te ona ljubi, Hostija, Grenko vino, Agavina pesem
- Helena Blagne s simfoničnim orkestrom (2005)

Naj nihče me ne zbudi, Bodi srečen, bambino, Osamljena, Zame edini si na svetu, Med iskrenimi ljudmi, Srebrna reka, Oče moj, Poletna noč, My way, Va pensiero, Funiculi, funicula, Amigos para siempre
- Helenin dnevnik (2005)

Srebrna reka, Za vedno ženska, Macho (rmx), Nihče ne ljubi kot Slovenec, V beli božični noči, Ti si sreča moja, Naj nihče me ne zbudi, Ti nisi vreden mojih solz, Zbogom, zbogom, Ko te nimam, Sinek moj zlati, Osamljena, Naj ti sodijo, Španski harlem, Ne dam ti srca
- HEL 1 (CD+MC) Dallas / 2004

Jočem jaz, jočeš ti, Trije ljubčki, Sodni dan, Zrele ženske, Pogrešam te, Macho, zgrabi za krtačo, Oče moj, Čakala bom, Venček uspešnic, Il passione
- Za vedno ženska (CD+MC) Dallas / 2002

Ti si moja sreča, Ti nisi vreden mojih solz (Pt. 1), Daj, zaigraj za naju dva, Simpatija, Costa myconos (Pt. 1), Ciganka, glej, V beli božični noči, Za vedno ženska, Slovenija, Kira yorgena, Costa Myconos (Pt. 2), Va pensiero, Ti nisi vreden mojih solz (Pt. 2)
- Nihče ne ljubi kot Slovenec (CD+MC) Dallas / 2001
- Srebrna reka (CD+MC) Dallas / 2000
- Duša in srce (CD+MC) Dallas / 1999
- Moj dom (CD+MC) ZKP / 1993
- Helena za vas (CD+MC) Dallas / 1998
- Primadona (CD+MC) Dallas / 1997
- Helena (CD+MC) ZKP / 1996
- Helena in Nace (CD+MC) ZKP / 1996
- Nedotaknjena (CD+MC) ZKP / 1995

Naj nihče me ne zbudi/Zasnubi me; Macho; Ranjena; Otroci pireja; Pesem vseh ljudi; Nedotaknjena/Moški mojih sanj; Amore; V soju odrskih luči; Daj, zaigraj; Prave ljubezni; Barcarola
- Helena Blagne - Najlepše pesmi (CD+MC) ZKP / 1994
- Nocoj (MC) ZKP / 1993
- Prijatelja za vedno (CD+MC) ZKP / 1993
- Adijo, piši mi (MC) ZKP / 1990
- Vrniva se na najino obalo (MC) ZKP / 1990
- Velaoljela sam, volj (LP) Jugoton / 1989